# تشاو هينج
تشاو هينج هو لاعب كرة قدم صيني في مركز حراسة المرمى، ولد في 24 يناير 1997. لعب مع نادي شوانغ.